# سوبرنا ای. اسمیت
سوبرنا ای. اسمیت (انگلیسی: Subrena E. Smith؛ (متولد ) – استادیار فلسفه در دانشگاه نیوهمپشر در گروه فلسفه و فیلسوف زیست‌شناسی است که کارش بر تغییرات رفتاری انسان و مفاهیم تفاوت‌های انسانی، مشکلات روش‌شناختی با توضیحات تکاملی رفتار انسان و مفهوم ارگانیسم متمرکز است. اسمیت آثاری را در مورد نقص‌های معرفتی روان‌شناسی فرگشتی، چرایی زیست‌شناسی فرگشتی نباید سیاست‌گذاری و ماهیت عینیت علمی را از جمله موضوعات دیگر منتشر کرده‌است.